# Blockhaus bei Nemea

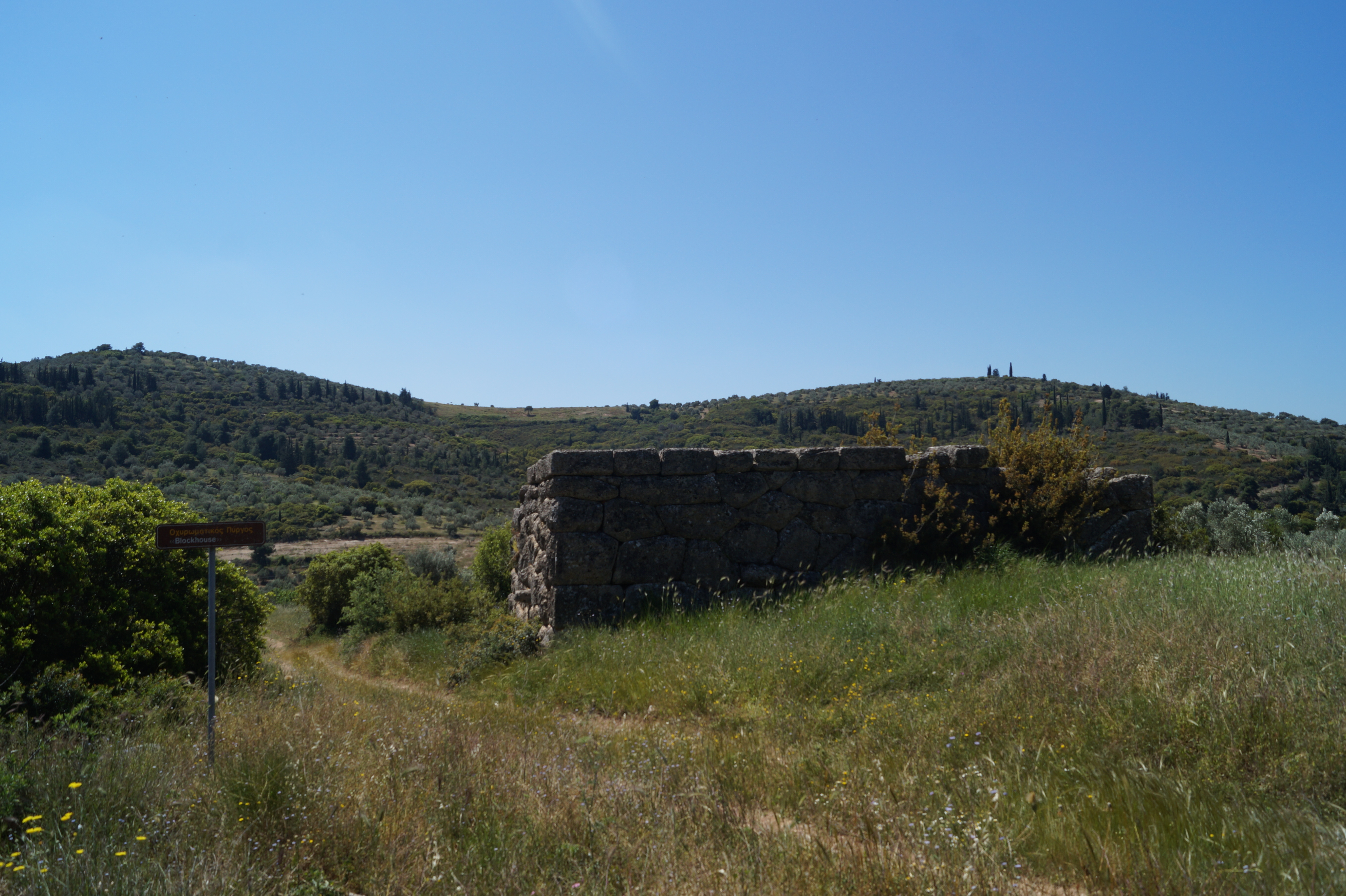
Blick von Norden

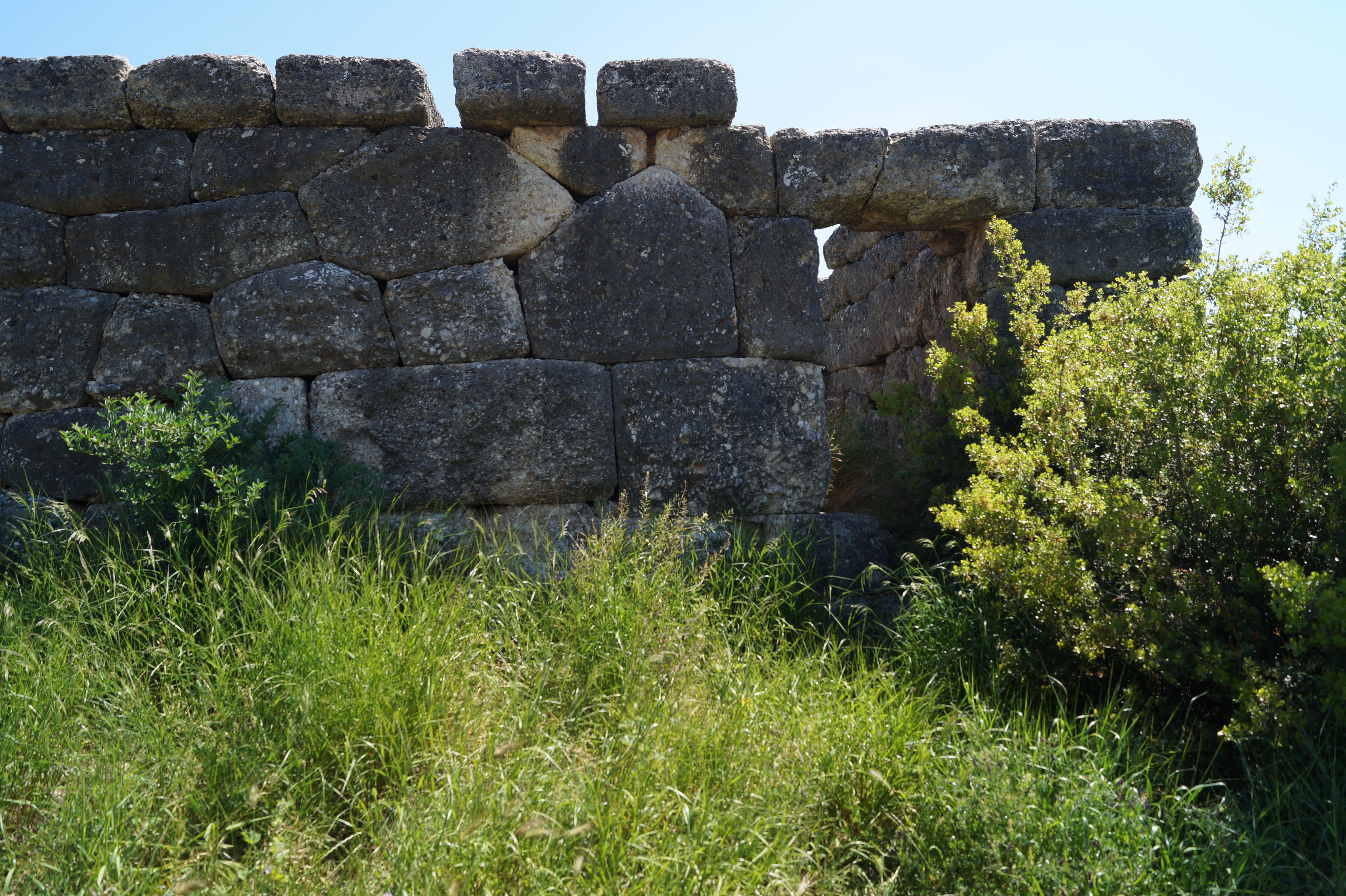
Eingang

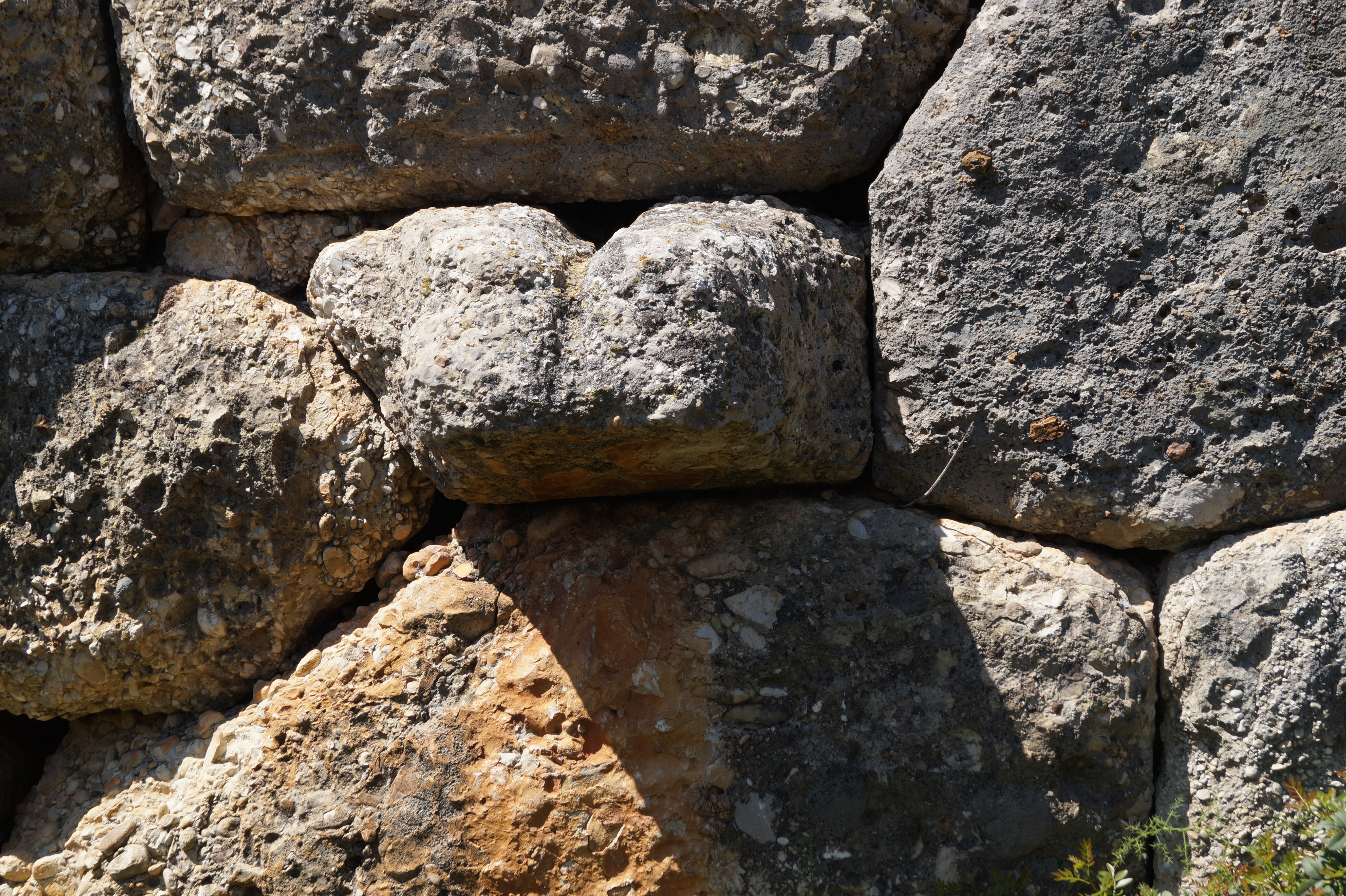
Ablaufrinne in der Ostwand

Das sogenannte Blockhaus bei Nemea (griechisch Οχυρωματικός Πύργος) befindet sich 2 km nordwestlich des Ortes Fichti in der Argolis in Griechenland. Benannt wurde das Blockhaus nach der etwa 7 km nördlich gelegenen antiken Stätte Nemea. Bei diesem Bauwerk handelt es sich wahrscheinlich um einen militärischen Außenposten oder ein landwirtschaftlich genutztes Gebäude aus der klassischen Zeit.

## Beschreibung
Das Gebäude liegt in einem Tal 1,2 km westlich der Straße von Fichti zum Dervenakia-Pass. Von hier hat man einen guten Blick auf das östlich gelegene Mykene, jedoch nicht nach Norden und Süden. Der Innenraum hat eine Größe von 9 m mal 9,20 m, die Außenmaße sind etwa 12 m mal 12 m. Die Außenmauern haben eine Stärke von 1,30 m. Das Mauerwerk ruht auf einem Steinfundament von ein bis zwei Lagen aus Steinquadern. Die Außenmauern sind etwa 3 m hoch aus etwa fünf Lagen Polygonalmauerwerk errichtet. Den Abschluss bildet eine Lage aus 0,35 m dicken Steinplatten.
Der Eingang befindet sich ganz im Süden der Westmauer. So könnten Verteidiger von den Mauern aus gut die von dem Schild nicht geschützte linke Seite der Angreifer attackieren. Die Tür hatte etwa eine Breite von einem Meter, öffnete sich nach innen und wurde mit einem Querbalken verschlossen. Der Türsturz verfügt oben jeweils links und rechts über eine Rille, die der Aufnahme von Platten, die ein Entlastungsdreieck bildeten, dienen konnte. Voraussetzung hierfür wäre jedoch, dass es ein Obergeschoss gab, wovon jedoch jede Spur fehlt. Vermutlich gab es ein Dach aus Holzbalken und Brettern und eventuell eine Brustwehr aus Lehmziegeln.
Nach dem Betreten des Gebäudes gelangte man in einen 4,40 m langen und 1,40 m breiten Korridor. Er endete an einer Mauer, die von Norden nach Süden verlief und den Innenraum des Gebäudes in zwei etwa gleich große Bereiche teilte. Am Ende des Korridors führte eine etwa 1 m breite Tür durch die Nordwand, die sich ebenfalls nach innen öffnete. Durch sie gelangte man in einen 4,05 m mal 3,48 m großen Raum. Im Norden dieses Raumes gab es mit 4,05 m mal 3,90 m einen etwas größeren Raum. Durch eine Tür in der Ostwand des ersten Raumes gelangte man in den südöstlichen Raum. Nördlich dieses Raumes gab es einen vierten Raum. Der Boden bestand im gesamten Bauwerk aus gestampftem Lehm. In der Ostmauer gab es einen Entwässerungskanal etwa in der Höhe des Fußbodens, der außen eine Ablaufrinne hatte, die 0,35 m hervorstand. Im Norden gab es einen ähnlichen Kanal, dessen Rinne 0,46 m hervorstand. Dieser lag jedoch 0,5 m über dem Bodenniveau. Man vermutet, dass dieser zweite Kanal Wasser von der Quelle, die etwa 100 m nördlich des Bauwerks entspringt, ins Innere leitete. Spuren einer Wasserleitung wurden bisher jedoch noch nicht nachgewiesen.
Nach Bauweise und Material lässt sich das Gebäude in das 4. Jahrhundert v. Chr. datieren. Auch die Keramik aus klassischer Zeit, die jedoch nur spärlich aufgefunden wurde, stützt diese Datierung. Es konnten keine späteren Veränderungen festgestellt werden. In der Nähe fand man einen Mühlstein von 1,89 m. Die Größe und die Aufteilung in vier Räume ähneln der Pyramide von Ligourio und der Pyramide von Hellinikon.